# Čitalnica (revija)
Čitalnica : podučilni list za slovenski narod (COBISS) je bila prva slovenska poljudnoznanstvena revija. Izhajala je v Gradcu v letih 1865 in 1866. Izšli so štirje zvezki s 368 stranmi. 
Čitalnica je seznanjala bralce z gospodarskimi in pravnimi vprašanji, zgodovino, naravoslovjem in drugimi temami. Njen založnik, urednik in oblikovalec je bil Ivan Geršak, ki je k sodelovanju pritegnil vrsto sodelavcev (M. Pleteršnik, M. Prelog in druge). 
S Čitalnico je slovenska graška inteligenca vplivala na publicistično osamosvajanje izpod Bleiweisovega vpliva.